# Associazione Calcio Arezzo 2006-2007
Questa pagina raccoglie le informazioni riguardanti l'Associazione Calcio Arezzo nelle competizioni ufficiali della stagione 2006-2007.

## Stagione
Nella stagione 2006-2007 l'Arezzo disputa il campionato di Serie B, con 45 punti si Piazza al 20º posto, retrocedendo in Serie C1. Un torneo quello cadetto che presenta al via tante big, quali Juventus, Napoli e Genoa che salgono in Serie A, ma anche Bologna e Verona. Quest'ultima retrocede perdendo il Play-out con lo Spezia. Con l'Arezzo oltre al Verona scendono Crotone e Pescara. La squadra amaranto parte male chiudendo il girone di andata al penultimo posto con 17 punti, poi si riprende nel girone di ritorno raccoglie 34 punti. Si sarebbe salvato senza il cappio al collo, per tutto il torneo, dei sei punti di penalità, retaggio dello scandalo Calciopoli. Nonostante l'handicap l'Arezzo avrebbe raggiunto lo spareggio con il Verona, senza lo sgarbo subito dalla Juventus ormai promossa, che perdendo in casa con lo Spezia, gli ha lasciato i 3 punti che lo portano prima al Play-out e vincendolo a mantenere la categoria, mentre l'Arezzo scende in Serie C1. Qualche soddisfazione l'Arezzo se l'è tolta nella Coppa Italia, dove la squadra aretina supera nel primo turno il Perugia, nel secondo turno elimina il Venezia, nel terzo turno si sbarazza dell'Udinese ai calci di rigore. Nel doppio confronto degli ottavi supera il Livorno, fermandosi nei quarti per mano del Milan, peraltro battuto (1-0) al Comunale il 18 gennaio 2007. Miglior marcatore stagionale degli amaranto è stato il napoletano Antonio Floro Flores arrivato dal Perugia, con un bottino di 17 reti, 3 in Coppa Italia e 14 in campionato.

## Rosa
| N. |                    | Ruolo | Calciatore          |
| -- | ------------------ | ----- | ------------------- |
| 1  | Italia (bandiera)  | P     | Massimo Marconato   |
| 1  | Ecuador (bandiera) | P     | Damián Lanza        |
| 3  | Italia (bandiera)  | D     | Mirko Barbagli      |
| 4  | Italia (bandiera)  | C     | Nicola Beati        |
| 5  | Italia (bandiera)  | A     | Corrado Grabbi      |
| 6  | Italia (bandiera)  | C     | Andrea Bricca       |
| 7  | Italia (bandiera)  | C     | Luca Vigna          |
| 8  | Italia (bandiera)  | C     | Fabio Roselli       |
| 9  | Italia (bandiera)  | A     | Marco De Angelis    |
| 9  | Italia (bandiera)  | A     | Rey Volpato         |
| 10 | Italia (bandiera)  | A     | Daniele Martinetti  |
| 11 | Italia (bandiera)  | C     | Roberto Goretti     |
| 12 | Italia (bandiera)  | P     | Matteo Lancini      |
| 13 | Italia (bandiera)  | D     | Andrea Ranocchia    |
| 14 | Italia (bandiera)  | A     | Daniele Bazzoffia   |
| 17 | Italia (bandiera)  | P     | Gabriele Sollitto   |
| 18 | Italia (bandiera)  | C     | Matteo Cavagna      |
| 19 | Italia (bandiera)  | A     | Liborio Zuppardo    |
| 19 | Italia (bandiera)  | D     | Andrea Sussi        |
| 20 | Italia (bandiera)  | C     | Domenico Del Grande |
| 20 | Italia (bandiera)  | C     | Daniele Croce       |
| 21 | Brasile (bandiera) | C     | Rafael Bondi        |

| N. |                    | Ruolo | Calciatore           |
| -- | ------------------ | ----- | -------------------- |
| 22 | Italia (bandiera)  | D     | Francesco Galeoto    |
| 23 | Italia (bandiera)  | C     | Daniele Di Donato    |
| 24 | Italia (bandiera)  | D     | Ernesto Terra        |
| 25 | Brasile (bandiera) | C     | Rômulo Eugênio Togni |
| 26 | Italia (bandiera)  | D     | Matteo Sensi         |
| 27 | Italia (bandiera)  | D     | Daniele Capelli      |
| 28 | Italia (bandiera)  | D     | Stefano Lombardi     |
| 29 | Italia (bandiera)  | D     | Mattia Menichini     |
| 30 | Italia (bandiera)  | D     | Samuele Sereni       |
| 32 | Italia (bandiera)  | P     | Walter Bressan       |
| 33 | Italia (bandiera)  | A     | Angelo Di Nardo      |
| 28 | Italia (bandiera)  | D     | Elio Calderini       |
| 73 | Italia (bandiera)  | C     | Roberto Chiappara    |
| 74 | Italia (bandiera)  | D     | Mirko Conte          |
| 77 | Spagna (bandiera)  | P     | Nicolás Bremec       |
| 81 | Spagna (bandiera)  | D     | Pedro López          |
| 82 | Italia (bandiera)  | C     | Emanuele D'Anna      |
| 83 | Italia (bandiera)  | A     | Antonio Floro Flores |
| 85 | Italia (bandiera)  | C     | Giovanni Esposito    |
| 86 | Italia (bandiera)  | A     | Fabio Lauria         |
| 88 | Italia (bandiera)  | C     | Andrea Censori       |
| 99 | Italia (bandiera)  | A     | Alessandro Simonetta |

## Risultati

### Campionato

#### Girone di andata
| Arbitro: | Herberg (Messina) |

|                  |           |             |
| Floro Flores 57’ | Marcatori | 62’ Noselli |

| Frosinone 16 settembre 2006, ore 16:00 2ª giornata | Frosinone      | 0 – 0 referto | Arezzo | Stadio Matusa (4 958 spett.)\| Arbitro: \| Orsato (Schio) \| |
| Arbitro:                                           | Orsato (Schio) |               |        |                                                              |

| Arezzo 19 settembre 2006, ore 20:30 3ª giornata | Arezzo           | 0 – 0 referto | Napoli | Stadio Città di Arezzo (8 979 spett.)\| Arbitro: \| Rosetti (Torino) \| |
| Arbitro:                                        | Rosetti (Torino) |               |        |                                                                         |

| Bergamo 23 settembre 2006, ore 16:00 4ª giornata | AlbinoLeffe       | 0 – 0 referto | Arezzo | Stadio Atleti Azzurri d'Italia (1 300 spett.)\| Arbitro: \| Damato (Barletta) \| |
| Arbitro:                                         | Damato (Barletta) |               |        |                                                                                  |

| Arbitro: | Lena (Ciampino) |

|  |           |                  |
|  | Marcatori | 43’ (aut.) Terra |

| Arbitro: | Romeo (Verona) |

|                                         |           |  |
| Greco 19’ Adaílton 44’ (rig.) Longo 90’ | Marcatori |  |

| Arbitro: | Velotto (Grosseto) |

|  |           |             |
|  | Marcatori | 4’ Kalambay |

| Arbitro: | Gervasoni (Mantova) |

|             |           |                     |
| Volpato 64’ | Marcatori | 77’ (rig.) Saverino |

| Arbitro: | Iannone (Napoli) |

|                      |           |  |
| Pellè 3’ Pestrin 55’ | Marcatori |  |

| Arbitro: | Pantana (Macerata) |

|  |           |          |
|  | Marcatori | 4’ Tulli |

| Arbitro: | Orsato (Schio) |

|           |           |  |
| Zauli 81’ | Marcatori |  |

| Arbitro: | Squillace (Catanzaro) |

|  |           |                                    |
|  | Marcatori | 45’ (rig.) Hamšík 68’ Stankevičius |

| Arbitro: | Morganti (Ascoli Piceno) |

|                          |           |  |
| Schwoch 23’ Paonessa 83’ | Marcatori |  |

| Arbitro: | Damato (Barletta) |

|                                                     |           |              |
| Volpato 2’, 62’ (rig.) Capelli 68’ Floro Flores 85’ | Marcatori | 58’ Gonnella |

| Arbitro: | Palanca (Roma) |

|                 |           |  |
| Cacia 8’ (rig.) | Marcatori |  |

| Arbitro: | Pieri (Lucca) |

|  |           |                    |
|  | Marcatori | 90+4’ Floro Flores |

| Arezzo 19 dicembre 2006, ore 20:30 17ª giornata | Arezzo                  | 0 – 0 referto | Crotone | Stadio Città di Arezzo (3 003 spett.)\| Arbitro: \| Zanzi (Lugo di Romagna) \| |
| Arbitro:                                        | Zanzi (Lugo di Romagna) |               |         |                                                                                |

| Arbitro: | Celi (Campobasso) |

|                             |           |                            |
| Trezeguet 58’ Palladino 65’ | Marcatori | 80’ (rig.), 84’ Martinetti |

| Arbitro: | Romeo (Verona) |

|                                                      |           |                 |
| Floro Flores 5’ Martinetti 23’ (rig.), 50’ Bondi 66’ | Marcatori | 37’ Moscardelli |

| Arbitro: | Iannone (Napoli) |

|           |           |                |
| Bruno 38’ | Marcatori | 19’ Martinetti |

| Arbitro: | Squillace (Catanzaro) |

|           |           |                      |
| Croce 10’ | Marcatori | 8’, 78’ Fava Passaro |

#### Girone di ritorno
| Arbitro: | Salati (Trento) |

|            |           |           |
| Godeas 15’ | Marcatori | 54’ Vigna |

| Arezzo 10 febbraio 2007, ore 15:00 23ª giornata | Arezzo            | 0 – 0 referto | Frosinone | Stadio Città di Arezzo (2 872 spett.)\| Arbitro: \| Herberg (Messina) \| |
| Arbitro:                                        | Herberg (Messina) |               |           |                                                                          |

| Arbitro: | Orsato (Schio) |

|                     |           |                         |
| Bucchi 14’ Sosa 83’ | Marcatori | 55’ Bondi 90+2’ Volpato |

| Arbitro: | Iannone (Napoli) |

|                           |           |             |
| Floro Flores 5’ Vigna 62’ | Marcatori | 78’ Ferrari |

| Arbitro: | Salati (Trento) |

|              |           |                 |
| Tabbiani 41’ | Marcatori | 2’ Floro Flores |

| Arezzo 10 marzo 2007, ore 15:00 27ª giornata | Arezzo         | 0 – 0 referto | Genoa | Stadio Città di Arezzo (4 243 spett.)\| Arbitro: \| Palanca (Roma) \| |
| Arbitro:                                     | Palanca (Roma) |               |       |                                                                       |

| Arbitro: | Squillace (Catanzaro) |

|                                        |           |  |
| Allegretti 32’ (rig.) Piovaccari 90+7’ | Marcatori |  |

| Arbitro: | Ciampi (Roma 1) |

|                                 |           |            |
| Varricchio 3’, 62’ Guidetti 37’ | Marcatori | 7’ Capelli |

| Arbitro: | Velotto (Grosseto) |

|                                   |           |  |
| Floro Flores 29’ Volpato 32’, 54’ | Marcatori |  |

| Arbitro: | Marelli (Como) |

|                   |           |  |
| Valdés 23’ (rig.) | Marcatori |  |

| Arbitro: | Giannoccaro (Lecce) |

|                  |           |               |
| Martinetti 45+1’ | Marcatori | 42’ Marazzina |

| Arbitro: | Stefanini (Prato) |

|                   |           |  |
| Hamšík 12’ (rig.) | Marcatori |  |

| Arbitro: | Iannone (Napoli) |

|                                 |           |             |
| Floro Flores 10’ Martinetti 21’ | Marcatori | 8’ Raimondi |

| Arbitro: | Lena (Ciampino) |

|             |           |                       |
| Martini 79’ | Marcatori | 10’ Croce 42’ Capelli |

| Arbitro: | Pantana (Macerata) |

|          |           |  |
| Croce 4’ | Marcatori |  |

| Arbitro: | Bergonzi (Genova) |

|                                                      |           |               |
| Floro Flores 19’ Capelli 86’ Martinetti 90+3’ (rig.) | Marcatori | 80’ Ferrarese |

| Arbitro: | Damato (Barletta) |

|                     |           |                              |
| Ranocchia 2’ (aut.) | Marcatori | 35’ Ranocchia 40’ Martinetti |

| Arbitro: | Rizzoli (Bologna) |

|                  |           |                                                     |
| Floro Flores 45’ | Marcatori | 19’, 76’ Del Piero 34’, 49’ Chiellini 87’ Trezeguet |

| Arbitro: | Mazzoleni (Bergamo) |

|  |           |                       |
|  | Marcatori | 36’, 82’ Floro Flores |

| Arezzo 3 giugno 2007, ore 15:00 41ª giornata | Arezzo               | 0 – 0 referto | Modena | Stadio Città di Arezzo (5 501 spett.)\| Arbitro: \| Farina (Novi Ligure) \| |
| Arbitro:                                     | Farina (Novi Ligure) |               |        |                                                                             |

| Arbitro: | Ayroldi (Molfetta) |

|                |           |                                      |
| Acquafresca 7’ | Marcatori | 14’, 62’ Floro Flores 55’ Martinetti |

### Coppa Italia

#### Fasi preliminari
| Arbitro: | De Marco (Chiavari) |

|                                  |                      |                                           |
| Mazzeo Albino Rizzo Voria Rubino | Tiri di rigore 3 – 4 | Beati Vigna Simonetta Lauria Floro Flores |

| Arbitro: | Lena (Ciampino) |

|  |           |                  |
|  | Marcatori | 99’ Floro Flores |

| Arbitro: | Dondarini (Finale Emilia) |

|                                                                        |                      |                                                                   |
| Vigna 90’                                                              | Marcatori            | 17’ Muntari                                                       |
| Simonetta Vigna Goretti Lauria Lombardi Roselli Ranocchia Floro Flores | Tiri di rigore 6 – 5 | Obodo Felipe Muntari Erëmenko Asamoah Vargas De Martino D. Zenoni |

#### Ottavi di finale
| Arbitro: | Gava (Conegliano) |

|                            |           |                  |
| Martinetti 35’, 63’ (rig.) | Marcatori | 69’ Giallombardo |

| Arbitro: | Lops (Torino) |

|              |           |                  |
| Paulinho 43’ | Marcatori | 80’ Floro Flores |

#### Quarti di finale
| Arbitro: | De Marco (Chiavari) |

|                           |           |  |
| Gilardino 34’ Inzaghi 50’ | Marcatori |  |

| Arbitro: | Pantana (Macerata) |

|                  |           |  |
| Floro Flores 56’ | Marcatori |  |